# Stora Iglekärr, Bohuslän
Stora Iglekärr är en sjö i Stenungsunds kommun i Bohuslän och ingår i Göta älv-Bäveåns kustområde. Stora Igelkärr ligger i Svartedalen Natura 2000-område. Sjöns area är 0,016 kvadratkilometer och den befinner sig 130 meter över havet.